# Prestador de serviços logísticos
O Prestador de serviços logísticos (PSL) é um especialista quer seja ao nível individual quer ao nível de empresa, cuja função é acrescentar valor ao produto ou serviço durante as várias fases da cadeia de abastecimento, designadamente controle de stocks, armazenagem, transporte e serviço pós-venda. Um PSL é, portanto, aquele que, de uma forma profissional estabelece a adaptação entres os diferentes e independentes sistemas de uma empresa (Carvalho, 2006, p. 66).

## Vantagens de um PSL
De um fornecedor de um serviço logístico integrado (PSL) espera-se que seja capaz de atender as necessidades logísticas dos clientes, de forma personalizada e com o objectivo estratégico de conseguir maior amplitude de mercado, melhor serviço e flexibilidade, tudo isto ao mais baixo custo possível. Devido à crescente importância da logística nas organizações, tem surgido uma maior oferta de prestadores de serviços logísticos no mercado. É que, por um lado, as empresas estão interessadas em consolidar as suas competências, concentrando-se naquilo que fazem melhor, por outro, torna-se mais proveitoso dar a terceiros especializados, o que não faz parte das suas actividades principais. Consequentemente, confiam a esses terceiros as suas actividades de natureza logística.
Uma empresa pode, assim, decidir fazer depender a sua actividade logística do exterior por diversas razões(Carvalho, 2006, p. 67):
- Não possuir meios físicos e técnicos para fazer a logística internamente;

- Não possuir capacidade financeira para proceder a um investimento tão elevado e que consiga propiciar um bom serviço;

- Não possuir competências logísticas, por falta de conhecimento na área.

Assim sendo, muitas empresas que não têm a logística como sua actividade principal (Core business), fazem-na depender do mercado exterior (outsourcing), mantendo a sua gestão interna (insourcing).

## Tipos de PSL
1. Logística in-house ou insource logistics – Significa que a empresa opera as suas actividades logísticas in-house, isto é, a empresa trata do transporte, armazenamento, equipamento de handling e, entre outras coisas, possui também operadores para processar as funções logísticas. Esta é a forma tradicional de fazer logística, que pode ser realmente bastante eficiente e eficaz, se a empresa se mantiver muito atenta às flutuações do mercado e se pretender tratar internamente de todas estas actividades. Diga-se que é um modo de actuação muito mais reincidente com uma lógica industrial do que com uma lógica económica baseada no conhecimento.
2. Prestador de serviço logístico (PSL) ou asset-based logistic provider (2PL) – Tem como base a gestão das funções de logística tradicional, como o transporte e o armazenamento. A empresa que não possui infra-estruturas suficientes para a sua actividade logística pode contratar um prestador de serviços logísticos (PSL) para fornecimento dos transportes e/ou dos serviços básicos. A principal razão para a escolha deste tipo de PSL é o baixo custo de aquisição e/ou baixo investimento de capital, pois normalmente, não se trata de uma relação de parceria entre a empresa e o PSL, mas antes da compra de serviços logísticos, por parte da empresa, em mercado focalizado e para questões mais pontuais.
3. Third-party logistics provider (3PL) ou forward logistic – Como já se definiu anteriormente, o termo PSL significa uma empresa externa contratada para fornecer actividades logísticas. As empresas externas podem fornecer todo o processo logístico ou apenas actividades logísticas seleccionadas. Ou seja, o contrato, que traz benefícios para as duas partes, é efectuado entre dois parceiros e compreende quer o fornecimento de serviços básicos de logística, quer a oferta de serviços personalizados, com uma grande amplitude de funções de serviço. Em certa medida, com 3PL surge uma aliança logística ou estratégica, com o propósito de estabelecer uma relação próxima entre a empresa e o fornecedor de logística, não apenas para realizar tarefas logísticas, mas também para assumir riscos e benefícios de uma forma conjunta. O contrato é efectuado por um longo período de tempo e pressupõe-se normalmente que o prestador de serviços trabalha com meios próprios (frota, armazéns, entre outros).
4. Fourth-party Logistics rovider (4PL) ou supply chain logistics ou lead logistics provider (LLP) – O 4PL é uma evolução do 3PL. O 4PL serve para servir melhor à resposta do cliente, de forma personalizada e flexível. Ele acaba por gerir e executar operações logísticas complexas, que incluem recursos a outros prestadores de serviços, tanto de transporte como de armazenagem, ou ainda na área dos sistemas logísticos de informação. Assim, um 4PL é um prestador de serviços logísticos (PSL) com meios próprios, mas que também faz a agregação de meios de outros prestadores de serviços logísticos. Funciona, perante o cliente, como o contratador único, muito embora se saiba que depois, para efectuar as operações, necessita de recorrer a meios de empresas externas, que subcontrata. O prestador de serviços do tipo fourth-party realiza um contrato único que gere e integra todos os tipos de recursos necessários, inspecciona, administra e fiscaliza todas as funções dos 3PL que contrata. No processo, segue a cadeia de abastecimento, sabendo que está perante um mercado global, em que procura somar vantagens competitivas por efeito de gestão e agregação de terceiros. Este tipo de prestador de serviços consegue operar num espaço geográfico mais alargado. Chega onde é difícil chegar, num curto espaço de tempo, nas condições adequadas e a um custo teoricamente mais baixo.
5. Fifth-party logistics (5PL) – Foi desenvolvido para servir o mercado do e-business (comércio electrónico), integrando os 3PL e os 4PL e promovendo o encontro entre prestadores de serviços logísticos (PSL) e seus potenciais clientes. Os fornecedores de 3PL e 4PL gerem todas as partes da cadeia de abastecimento e o cliente, mediante um portal infomediário, acede aos serviços logísticos complementares à sua actividade principal, de modo que o parceiro infomediário trata de promover o melhor encontro e as melhores transacções entre oferta e procura. Numa fase mais avançada, o 5PL poderá ser mesmo o gestor de todas as fases de uma cadeia de abastecimento para modelos de negócio electrónico(Carvalho, 2006, p. 68).

Para perceber melhor os diferentes tipos de um PSL, mostra-se a seguir um gráfico piramidal:

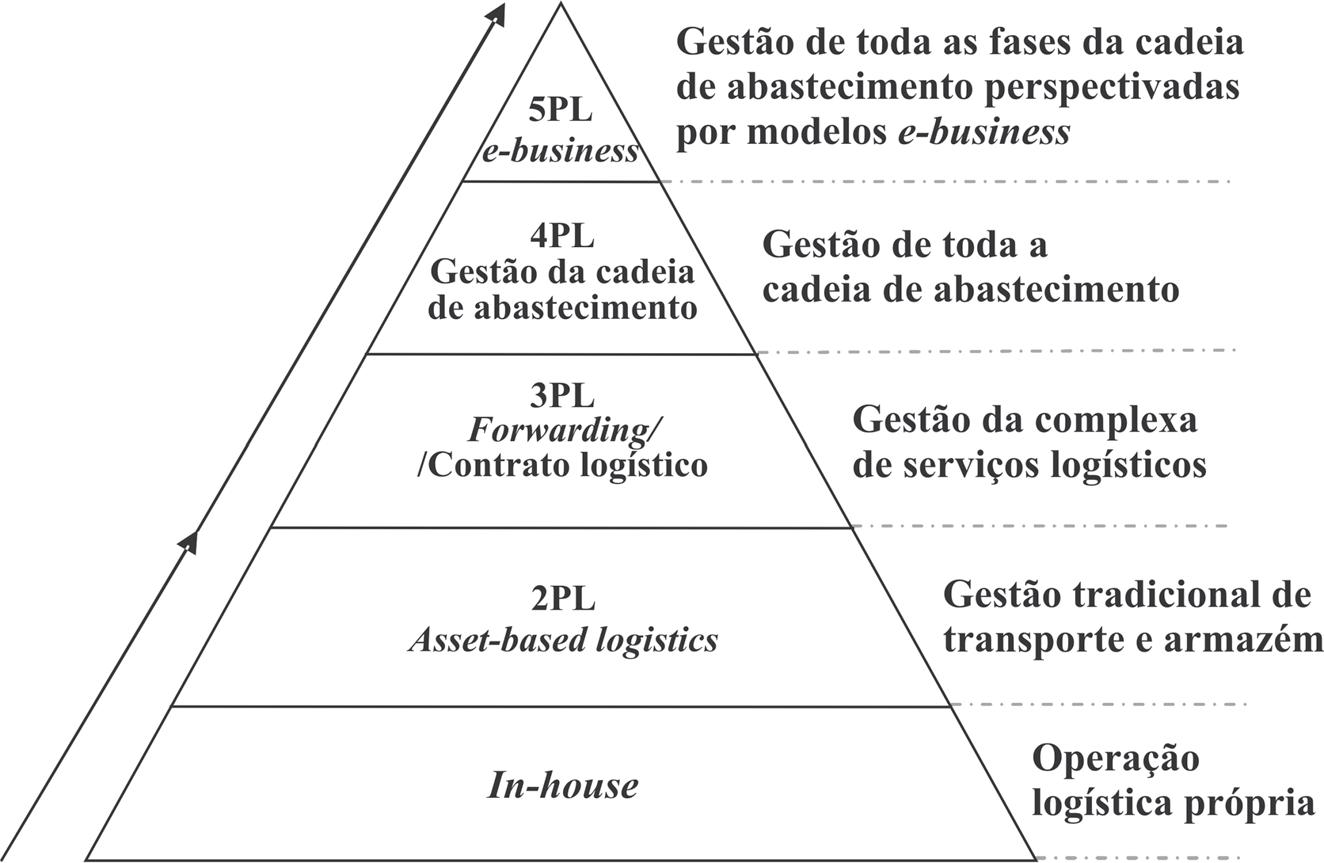
Diferentes tipos de PSL (Carvalho, 2006, p.70)